# 東京ディズニーリゾート トレジャーハント
『東京ディズニーリゾート トレジャーハント』（とうきょうディズニーリゾート トレジャーハント）は、ディズニー・チャンネルで放送されたテレビ番組である。

## 概要
『夢と魔法の王国、東京ディズニーリゾート。その王国を訪れた者のみが得る宝がある。』
Leadのメンバー全員が『Dハンター』となり、月変わりのゲストがそのゲストのディズニーリゾートの宝（思い出）をDハンターがゲストと共に探す。
2009年10月よりリニューアル。正体不明の人物『Mr.D』から送られてくる謎の指令を持ったゲストが『Dハンター』に助けを求めてくる内容へと変わった。
『Dハンター』はそれぞれのアイテム（HIROKI=双眼鏡、KEITA=デジカメ、SHINYA=iPod touch、AKIRA=インターネットツール）を駆使し、共に謎を解く冒険の旅へ。
2010年7月の放送をもって終了（しかし、最終回であるような発言は一切なかった）。後番組は『東京ディズニーリゾート My マップ!』。

## 放送時間
- 毎週土曜日17:30～18:00
- 毎週日曜日10:30～11:00
- 毎週月曜日19:30～20:00・22:30～23:00（先月分の再放送）

## 出演者
- Lead

## ゲスト一覧
2008年
- 5月:佐藤藍子
- 6月:FUJIWARA
- 7月:上原多香子（SPEED）
- 8月:東貴博
- 9月:原口あきまさ、はなわ
- 10月:庄司智春（品川庄司）、ペナルティ
- 11月:麒麟
- 12月:関根勤

2009年
- 1月:藤崎奈々子
- 2月:アンジャッシュ
- 3月:千秋
- 4月:松岡修造
- 5月:榊原郁恵
- 6月:トータルテンボス
- 7月:ザブングル
- 8月:西村知美
- 9月:ロザン
- 10月:デンジャラス
- 11月:ライセンス
- 12月:北陽

2010年
- 1月：U字工事
- 2月：ジャルジャル
- 3月：COWCOW
- 4月：ハライチ
- 5月：神戸蘭子
- 6月：ハリセンボン
- 7月：いとうあさこ